# Богоявленский собор в Елохове
Богоявле́нский собо́р в Ело́хове (Елоховская церковь, Елоховский собор) — православный храм в Басманном районе Москвы, кафедральный собор Московской епархии Русской православной церкви (с 1991 года). В 1938—1991 годах был патриаршим собором (официально — с 25 февраля 1945 года). Нынешнее здание в основном построено в 1845 году по проекту архитектора Евграфа Тюрина.
Главный престол освящён в честь Богоявления, северный придел — во имя Николая Чудотворца, южный — в честь Благовещения. В подклете собора (в приделах) погребены патриархи Сергий (1943—1944) и Алексий II (1990—2008).
К собору приписан Никитский храм на Старой Басманной со времени его пeредачи церкви в 1994 году.

## История

### XVII — начало XIX века

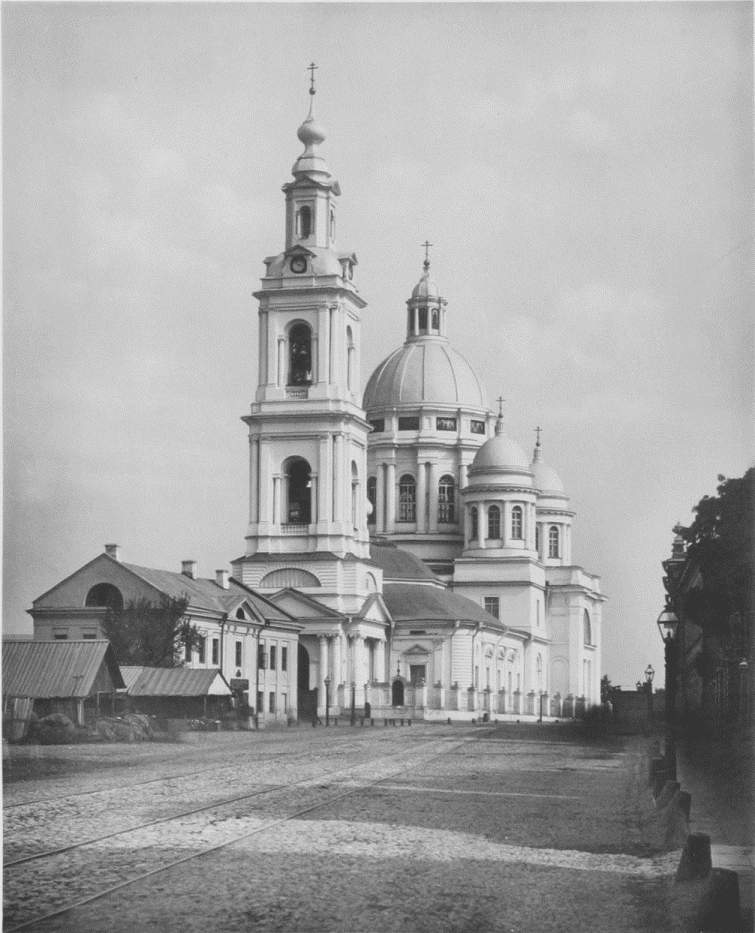
Собор на фотографии Николая Найдёнова 1882 года

В XIV—XVII веках на территории современных Елоховской площади и улиц Спартаковской и Старой Басманной располагалось село Елохово, вошедшее в состав Москвы к концу XVIII века.
Впервые «новопостроенная церковь Богоявления Господня, что в селе Елохове», упоминается в 1694 году в указе патриарха Адриана; храм был деревянным, с приделом в честь Благовещения.
В 1712 году, по указу царя Петра I, храм начали перестраивать в камень. К 1722 году церковь оставалась недостроенной, и средства для завершения работ выделили прихожане: полковник Воронецкий и царевна Прасковья Ивановна, дочь Ивана V. В июле 1731 года храм освятил архиепископ Леонид.
В 1780-х годах началась перестройка храма. На средства прихожан была устроена большая каменная трапезная с двумя приделами: Благовещенским и святителя Николая Чудотворца. Тогда же приступили к постройке колокольни, возведение которой закончили к 1806-му. Трапезная и колокольня, сохранившиеся до настоящего времени, были выполнены в стиле московского классицизма рубежа XVIII—XIX веков. В 1799 году в соборе был крещён поэт Александр Пушкин.
По описанию архитектора Фёдора Соколова, в 1808 году храмовый комплекс состоял из одноглавой церкви, трапезной с одним куполом и трёхъярусной колокольни. Перед воротами находилось здание Богоявленского народного училища.
В результате московского пожара 1812 года, произошедшего во время оккупации Москвы французами, был уничтожен почти весь Богоявленский приход: из 210 дворов уцелело только шесть. Богоявленский храм не пострадал от огня, но был разграблен. Дома и храм восстановили к середине 1830-х годов. По данным клировой ведомости, на 1837-й в приходе числилось 222 двора, в которых проживали купцы, дворяне, мещане, крестьяне, иностранцы и старообрядцы.

### XIX — начало XX века

Памятная доска на фасаде собора, 2014 год

В связи с увеличением числа дворов, количество прихожан возросло и пространство храма стало недостаточным. По прошению прихожан, в 1835-м началось возведение нового собора архитектором Евграфом Тюриным. Треть от строительных расходов возместил московский купец Василий Щапов, который был ктитором храма с конца 1850-х годов до своей смерти в 1864-м. Когда в 1840 году приступили к установке барабана центрального купола, в боковых арках появились трещины. Причину деформации связали с промежуточным этапом работ: своды не были закончены и проёмы не выдержали нагрузки. Строительство продолжилось после восстановления повреждений. Тюрин создал пятиглавое здание в стиле позднего ампира с купольной ротондой в центре, в которой встречаются черты подражания куполу собора Святого Петра в Риме. От старого комплекса сохранился первый ярус колокольни, над которым в середине XIX столетия возвели верхние уровни в формах XVIII века, и трапезная часть храма. К 1845-му завершилось сооружение храма и началась внутренняя отделка. Все работы были завершены к 1853 году. Новый храм освятил митрополит Филарет (Дроздов).
В 1850-х годах в приходе храма числилось 169 дворов, а число прихожан составляло 3498 человек. В 1869-м они подали митрополиту Московскому и Коломенскому Иннокентию прошение об учреждении братства для помощи бедным, заботы о храме и содержания богадельни. Его устав был утверждён в ноябре 1870 года. Через пять лет священник Николай Дмитревский предложил устроить бесплатную приходскую школу для детей неимущих родителей. Её разместили в здании церковной богадельни, которую надстроили вторым каменным этажом.
Путеводитель по московским святыням, изданный в 1888 году, отмечал в справке о приходской Богоявленской церкви в Елохове: «Храм замечателен по величине, красоте и изящности архитектуры».
В 1890-х годах по проекту зодчего Петра Зыкова была выполнена реконструкция верхней части здания трапезной: выложены аттики вдоль северного и южного фасадов с трёхарочным портиком в центре, на кровли барабана установили широкий фигурный купол. В 1895-м вызолотили иконостас, стены алтарной части храма украсили лепниной и живописью. Росписи выполнила артель художников из мастерской иконописца Василия Гурьянова, руководил работами живописец Афанасий Куликов. В память о коронации Николая II, состоявшейся в 1896 году, прихожане собора заказали драгоценные вызолоченные хоругви с эмалевыми украшениями и государственными гербами. В 1900-м погост обнесли новой оградой на каменных столбах, к которой примыкала выстроенная на углу Елоховской и Красносельской улиц часовня. В подвале собора устроили камеру для духового отопления.
В 1902—1907 годах членами братства были основаны приют, вмещающий пятнадцать сирот и дом престарелых.

### После революции и советское время

Памятная доска, посвящённая крещению Александра Пушкина, 2012 год

После Октябрьской революции (1917) Богоявленский собор передали общине из 40 человек, зарегистрированной в ноябре 1918 года.
В 1922 году, во время Гражданской войны, из храма в фонд помощи голодающим изъяли церковные ценности. Во время конфискации собралось около двухсот прихожан, возмущённых действиями комиссии. Их разогнал отряд конной милиции.
В 1927 году храму был присвоен статус памятника церковной архитектуры первой категории и поставили на учёт музейного департамента Московского отдела народного образования. Через год под руководством Ивана Кузнецова в храме провели реставрационные работы живописи главного купола. В 1929 году военком Первого конвойного полка Павел Иванович Горячев отправил письмо в Моссовет с просьбой закрыть церковь и передать помещения казарме на 350 военнослужащих. По решению секретаря президиума Моссовета В. Ф. Козлова храм не закрыли. Однако в 1930 году вышло постановление о передаче комплекса Государственному музею керамики. Это вызвало протесты верующих: было собрано более 4800 подписей с требованием отменить распоряжение, что и произошло на заседании Президиума Всероссийского центрального исполнительного комитета 30 июня 1930 года.
Храм приобрёл де-факто особое значение с начала 1930-х годов в связи с размещением недалеко от него (Бауманский пер., д. 6 — ныне северный отрезок Бауманской улицы) канцелярии и резиденции заместителя патриаршего местоблюстителя митрополита Сергия (Страгородского).
Из разрушенной в 1938 году Богоявленского собора в Дорогомилове в храм в Елохове перенесли кафедру Патриаршего местоблюстителя митрополита Сергия (Страгородского). В 1944 году он был похоронен в подклете северного Никольского придела собора.
22 июня 1941 года после проведения литургии правительство планировало закрыть собор, но решение не было исполнено. Предположительно, это связано с начавшейся в тот день войны с Германией. Супруга богослова Николая Пестова Зоя Вениаминовна вспоминала: 

Начало войны застало нас в Москве. Накануне, в субботу 21 июня, я была у всенощной в Елоховском соборе. Служил отец Николай Кольчицкий. Служил и плакал, а после окончания богослужения сказал, обратившись к народу, что завтра утром будет отслужена последняя Литургия, после чего храм закрывается, и ключи сдаются в исполком. Дома я с плачем рассказала Николаю Евграфовичу о том, что узнала. Лицо мужа стало ещё более серьёзным. Он тяжело вздохнул, перекрестился и сказал: «На все Божья воля». Ночью он долго молился, стоя на коленях перед шкафом с иконами… На другой день рано утром я уже была в храме. Народу было немного. Все стояли грустные и печальные. После окончания Литургии все ждали, что вот сейчас придут представители власти и собор будет закрыт. Но никто не приходил. Постепенно все стали расходиться. Ушла и я домой. Дома стала собирать вещи и продукты, чтобы ехать на дачу. Вернулся с работы и Николай Евграфович. Внезапно с лестничной площадки раздался шум. В дверь стучала соседка.

— Зоя Вениаминовна! Включите радио! Война!
Через несколько секунд я услышала голос Левитана, извещавшего о начале войны с Германией.
В 1943, 1945, 1971 и 1990 годах в соборе происходили церемонии интронизации Московских патриархов. В мае 1944 года в северном Никольском приделе был похоронен патриарх Сергий (Страгородский); гранитное надгробие (1949) работы Алексея Щусева — последняя работа академика.
В 1947 году, в честь 800-летия Москвы, в соборе отреставрировали иконостас, киоты, росписи и стены Патриаршей кафедры. Восстановление живописи центрального купола выполнила бригада художников под руководством Павла Голубцова. Настенные росписи в алтарной части храма обновлял Афанасий Куликов.
К празднованию в 1948 году 500-летия автокефалии Русской церкви для мощей святителя Алексия художником Михаилом Губониным был создан проект сени и раки. Выполнили гробницу из липового дерева братья Ворносковы: Сергей, Пётр, Василий и Михаил. Сень создали в виде шатра, украшенного шпилями и кокошниками с растительным орнаментом, раку покрыли ажурной резьбой. Однако из-за быстрого изнашивания крышки и позолоты вскоре была сооружена новая гробница. Её изготовил из бронзового сплава Григорий Васильевич Крупин.
В 1970-х годах здание храма получило два новых входа: с северной и южной сторон. Хоры, для которых соорудили центральный балкон, перенесли в подкупольное пространство. В подвале заново установили отопление, здание оборудовали двумя пассажирскими лифтами. К началу 1980-х годов была построена алтарная апсида. В 1988 году, к празднованию 1000-летия Крещения Руси, были капитально отремонтированы фасады, кровли, а также церковная ограда и фресковая живопись на внешней стороне стен.

### После 1991 года

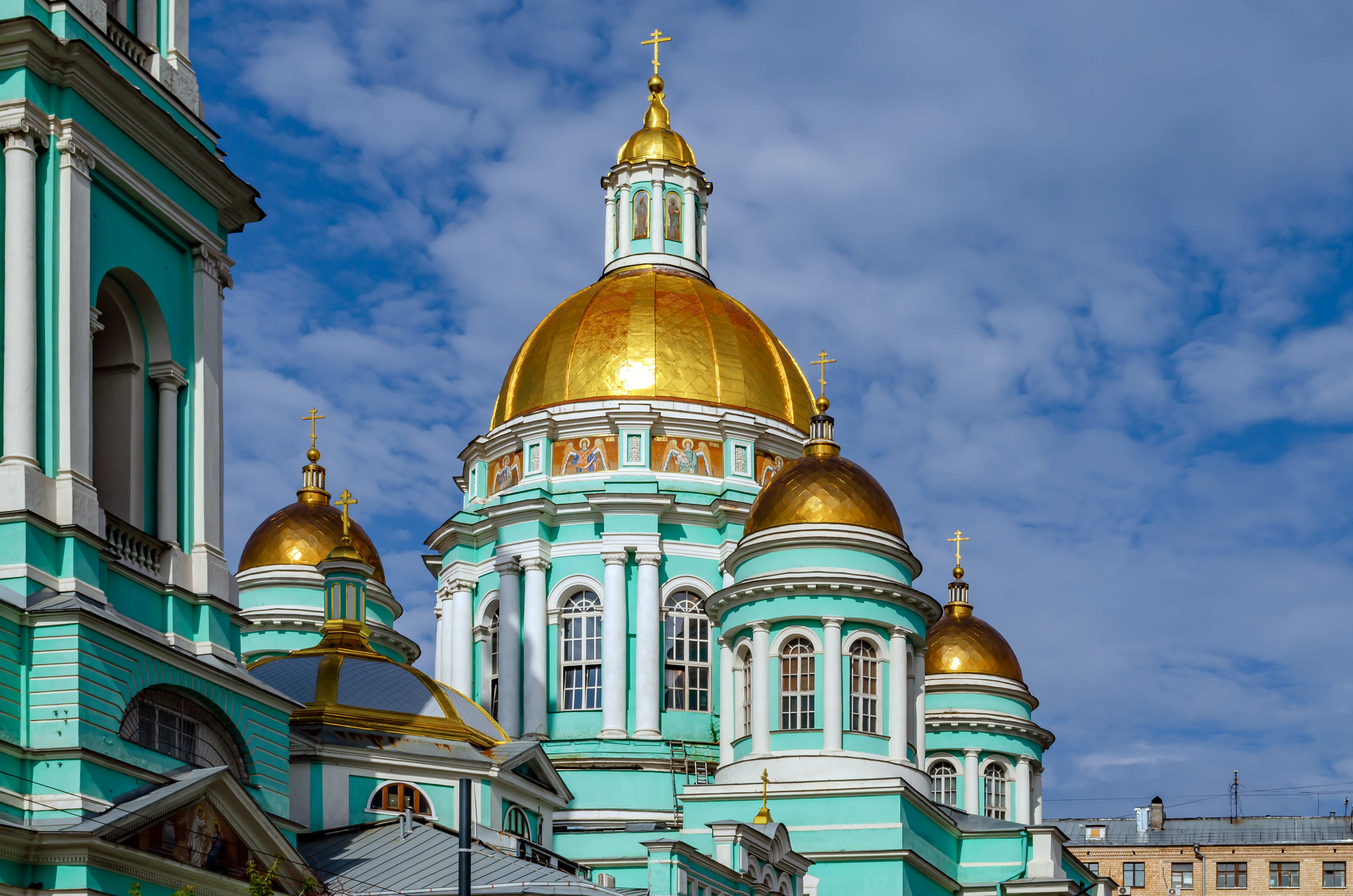
2024 год

В 1991 году на стене около входа установили мемориальную доску с упоминанием о крещении в соборе Александра Пушкина.
В 1992 году, после того как Успенский собор в Кремле получил статус Патриаршего, Богоявленский в Елохове стал кафедральным. Значение собора ещё более снизилось после освящения в 2000 году воссозданного кафедрального Храма Христа Спасителя.
В 2008 году в соборе был похоронен патриарх Алексий II.
С 1978 года по 2013 год настоятелем храма был протопресвитер Матфей Стаднюк.

## Архитектура и убранство

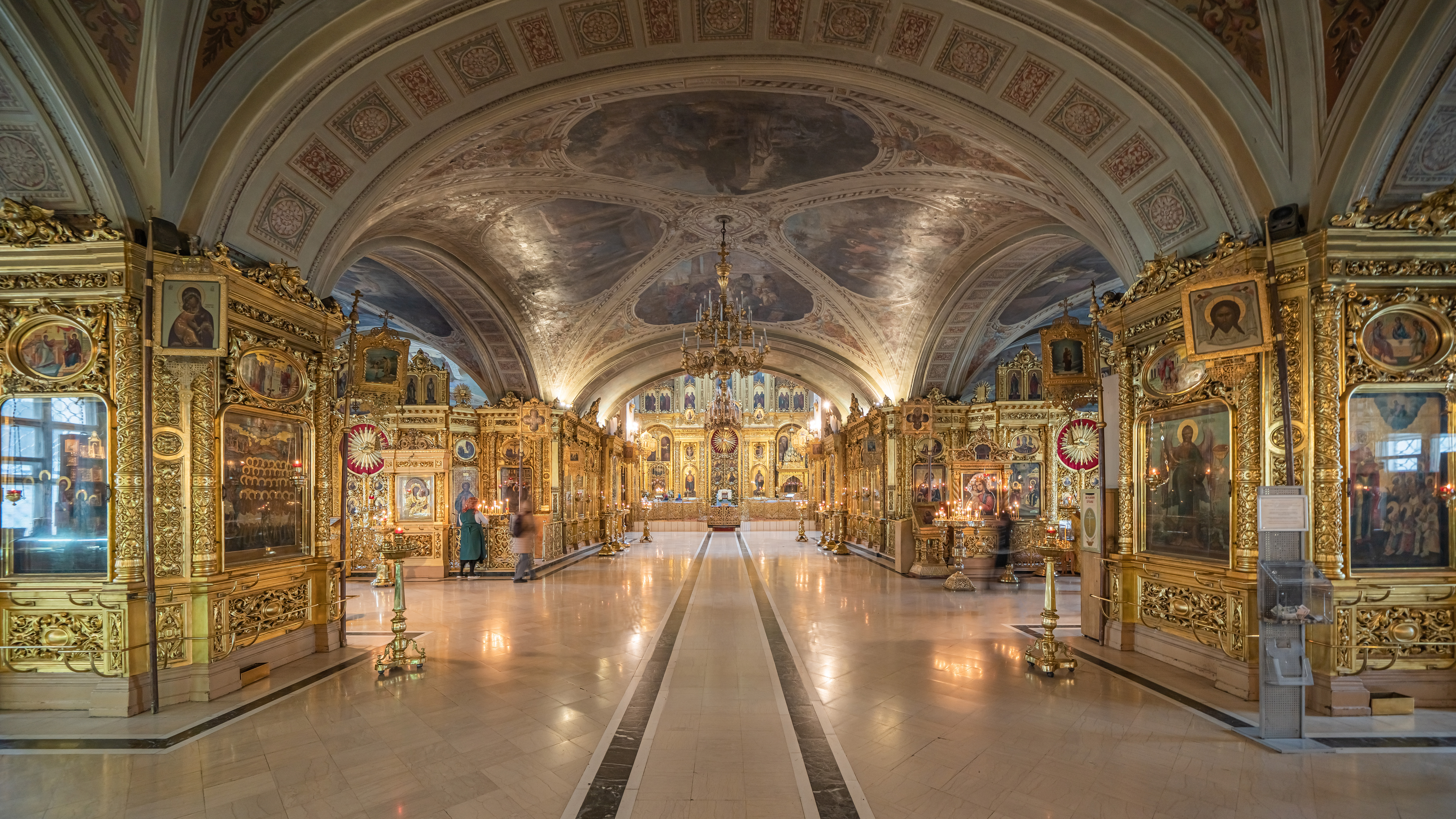
Внутреннее убранство собора, 2019 год

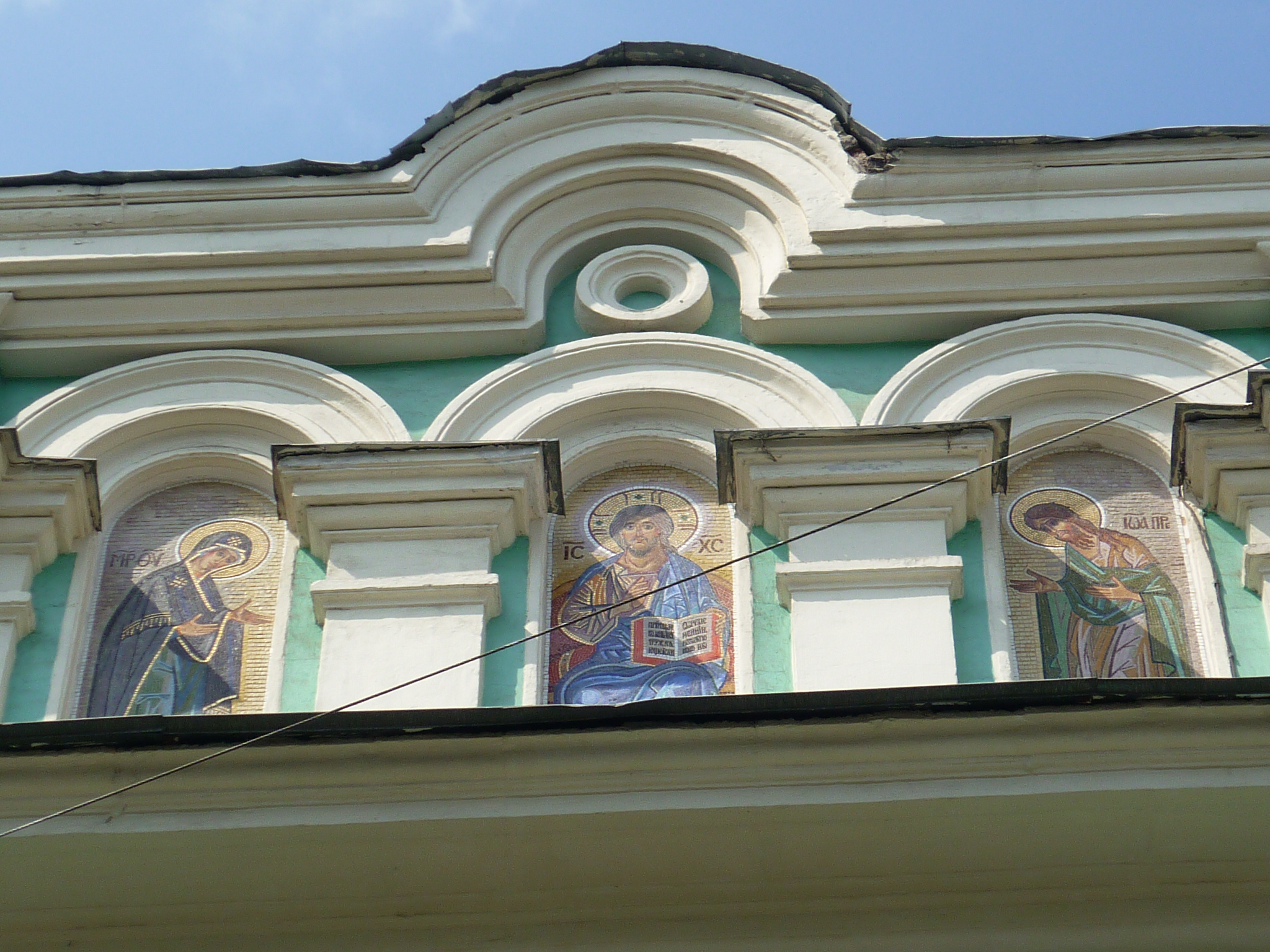
Мозаики на стенах собора, 2011 год

Богоявленский храм представляет собой поднятый на высокий подклет четверик, завершённый пятью главами. Его высота составляет 56 метров, площадь — 1164 м², вместимость — 3000 человек. С северной и западной сторон собор опоясывают широкие галереи. К главному зданию примыкает соединённая с ним трапезная, перекрытая крестовыми сводами, стоящими на четырёх столбах. К ней пристроена трёхъярусная колокольня высотой 65 метров с семнадцатью колоколами. Самый большой из них был отлит в 1900 году на московском заводе А. Самгина.
Южный фасад разделён на три прясла широкими лопатками. Северная сторона оформлена карнизами, поясом поребрика, нишами. Окна обрамлены наличниками с парными треугольными фронтончиками.
Пространство храма освещается двенадцатью арочными окнами подкупольного барабана и двойным рядом проёмов в стенах. Внутреннюю сторону купола украшает живописная композиция «Новозаветная Троица» с предстоящими Богоматерью, Иоанном Предтечей, ангелами и серафимами. В нижней части барабана изображены двенадцать угодников Божиих. На сводах находятся образы святых евангелистов: Матфея, Марка, Луки и Иоанна, живописные сюжеты из Нового Завета. На западной стене собора размещены две композиции: «Бесплодная смоковница» и «Брачный пир», над ними — изображения «Спаситель» и «Господь Саваоф».
У северной и южной стен центрального нефа стоят хоругви с эмалевыми украшениями, пожертвованные прихожанами в 1897 году: «коронационная» с изображениями Николая Чудотворца и святых покровителей членов императорской семьи; другая — с образами Богоявления и святителя Феодосия Черниговского.
В центральной части храм находятся особо почитаемые святыни собора: чтимый список Казанской иконы Божией Матери (в северной части местного ряда иконостаса) и мощи святителя Алексия Московского в раке (на южной части солеи). Предположительно, данный список Казанской иконы принесён в Елохово в начале 1940-х и ранее находился в приделе уничтоженного Казанского собора на Красной площади, написан на рубеже XVII―XVIII веков. Мощи святителя Алексия доставлены в собор 14 октября 1947 года протоиереем Николаем Колчицким и встречены патриархом Алексием I (мощи первоначально покоились в Алексиевском храме кремлёвского Чудова монастыря, который был разрушен в 1929 году; Петру Барановскому удалось перед сносом храма перевезти мощи на телеге в Успенский собор Кремля).
В большом алтаре представлены настенные росписи живописца Афанасия Куликова, выполненные в 1912 году и обновлённые в 1947-м. Среди них — композиции «Сошествие Святого Духа на апостолов», «Рождество Христово», «Снятие с креста» и другие.
Своды трапезной расписаны масляной живописью. На них размещены евангельские сюжеты: «Наставление Спасителя ученикам», «Воскрешение дочери Иаира», «Беседа Иисуса Христа с Никодимом» и другие.
Иконостасы
Центральный шестиярусный иконостас, образец неовизантийского стиля середины XIX века, покрыт позолоченным растительным орнаментом и вмещает 65 икон. Два нижних яруса разделены четырьмя парами колонн. Царские врата украшены медальонами с изображениями Божией Матери, архангела Гавриила и евангелистов. В местном ряду иконостаса находятся образы: «Спас Нерукотворный», «Похвала Пресвятой Богородицы», «Богоматерь Мирожская», «Спаситель», «Святое Богоявление Крещение Господне».
В алтаре на стенах размещены иконы рубежа XVII и XVIII веков: «Страстная икона Божией Матери», «Спас Великий Архиерей», «Спас Смоленский» в серебряном окладе и другие.
В иконостасе Никольского (северного) придела находятся иконы «Спас Великий Архиерей», «Святитель Николай Чудотворец со сценами жития» первой половины XIX столетия. В этой части собора представлены храмовые образы Божией Матери: «Всех Скорбящих Радость», «Тихвинская», «Нечаянная Радость», «Избавление от бед страждущих», «Рождество Пресвятой Богородицы».
В иконостасе Благовещенского придела трапезной расположены праздничные иконы «Благовещение Пресвятой Богородицы», «Троица Ветхозаветная» и образ «Светлое Христово Воскресение» конца XVIII века.
Ризница
В ризнице собора собраны серебряные напрестольные кресты, самый ранний из которых изготовлен в Москве в 1768 году. В ней также хранятся образцы церковной книжной печати — два Евангелия с гравюрами, в окладах, обитых бархатом и украшенных серебряными накладками. Одна книга напечатана в Москве в 1698 году, другая — в 1759-м.

## В нумизматике

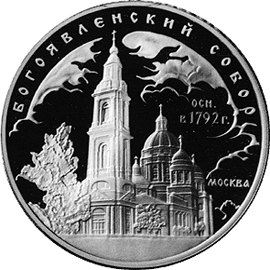
3 рубля, Богоявленский собор, 2004 год

В 2004 году Центральный банк России выпустил серебряную памятную монету «Богоявленский собор (XVIII в.), г. Москва» номиналом 3 рубля тиражом 8 тысяч штук.

## Духовенство
- Настоятель храма — Фома (Мосолов), архиепископ Одинцовский и Красногорский
- Протоиерей Александр Аржаев
- Протоиерей Борис Обрембальский
- Протоиерей Михаил Райчинец
- Иерей Алексий Артамонов
- Иерей Антоний Курдишенков
- Иерей Алексий Козливсков
- Иерей Константин Корнеев
- Иерей Виктор Ленок
- Протодиакон Николай Платонов
- Протодиакон Михаил Гречишкин
- Диакон Алексий Катанников[40]

## Известные бывшие служители собора и члены причта
| Настоятели - протоиерей Берёзкин Иоанн Яковлевич (1884—1919) - протопресвитер Николай Колчицкий (27 декабря 1924 — 11 января 1961) - епископ Леонид (Поляков) (9 апреля 1962 — 4 августа 1963) - протопресвитер Иоанн Соболев (1965 — 22 февраля 1973) - протопресвитер Виталий Боровой (1973—1978) - протопресвитер Матфей Стаднюк (1978—2013), почётный настоятель (2013—2020) - протоиерей Александр Агейкин (2013—2020) - архиепископ Одинцовский и Красногорский Фома (Мосолов) (с 22 апреля 2020) Протоиереи - протоиерей Николай Степанюк (1983—2019) - протоиерей Анатолий Цвиркунов (1968—1984); Члены причта - регент Виктор Комаров (1943—1971) - ктитор Николай Капчук (1969—2015) | Архидиаконы - Георгий Антоненко (1943—1958) - Владимир Дмитриевич Прокимнов (1963—1973) - Стефан Гавшев (1973—1990) - Андрей Мазур (1990—2018) Протодиаконы - Пётр Петрович Байков (1943—1974) - Василий Иванович Смирнов (+1998) Диаконы - Алексей Протопопов (1903—1907, в 1902—1903 годах — псаломщик) |